# Альберт Вебер

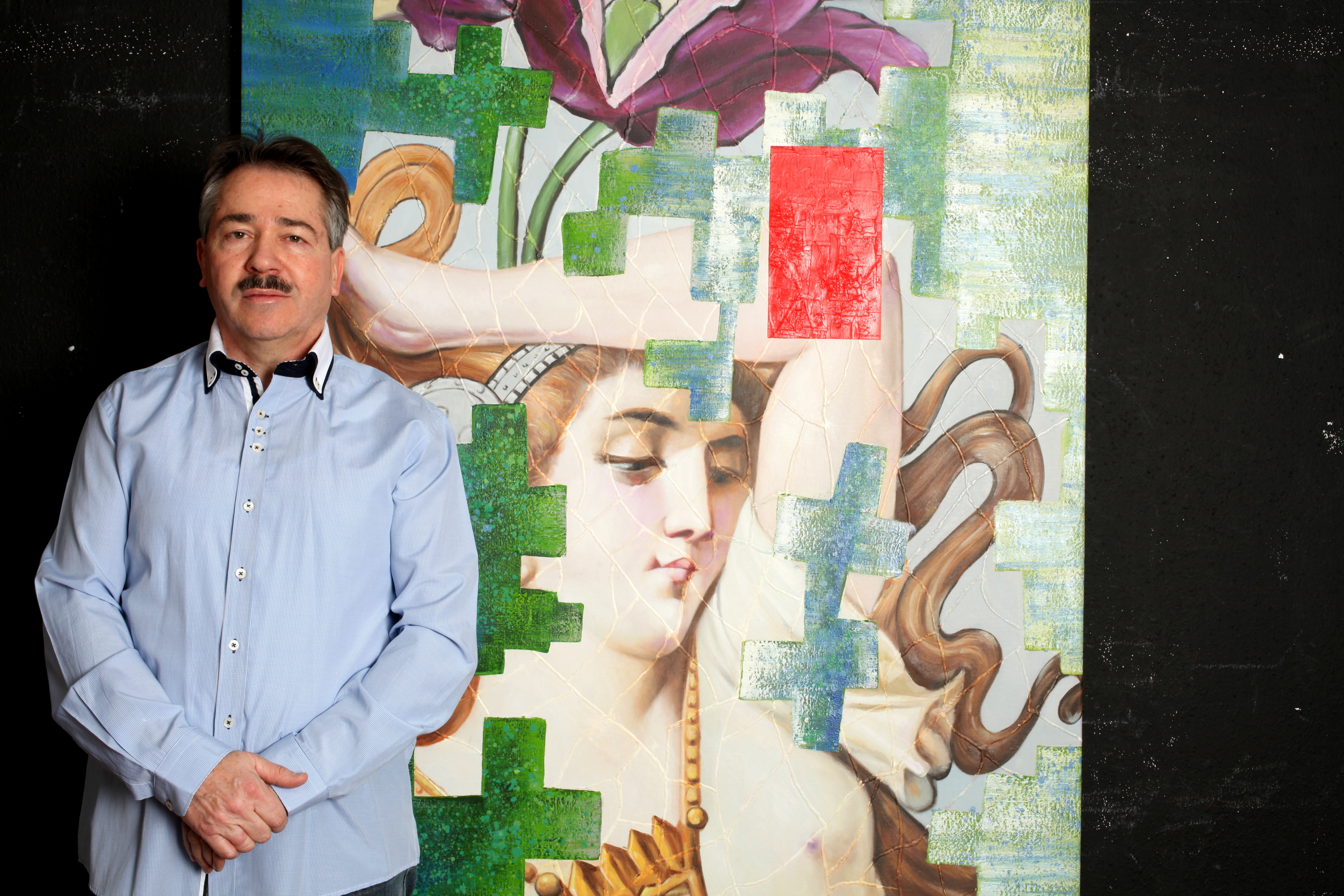
Альберт Вебер
24 жовтня 1957 р.
Шаффхаузен

Альберт Вебер (нім. Albert Weber; 24 жовтня 1957, Шаффгаузен) - швейцарський художник. Його роботи одночасно абстрактні і реалістичні. Він працює з олійними й акриловими фарбами, мастикою, металом, бетоном, діамантами, золотом, сріблом, мармуром, гранітом, скульптурою, інсталяціями та сучасним мистецтвом. У його картинах і інсталяціях він використовує свій власний метод - "Weberismus", де він поєднує абстракцію та образні поп елементи.

## Життя
Альберт Вебер народився у Шаффхаузені, Швейцарія. Він ходив у початкову школу в Нойхаузені і в середню школу в Шафхаузене. Навчався в Коледжі мистецтв Цюриху з 1973 по 1977 рр. У 1985 р.  Вебер був призначений першим лейтенантом бронетанкового батальйону в швейцарській армії. 1986-1994 рр. Професійний, активний як генеральний директор у графічному бізнесі. Починаючи з 1995 року  Консультант з управління та художник. Його роботи представлені на різних національних, а також міжнародних виставках і музеях мистецтв. В даний час Альберт Вебер живе в кантоні Цюрих.

## Роботи
До найбільш значущих робіт Альберта Вебера належить серія абстрактних робіт  "тексти газет і мистецтво", виконаних олійними і акриловими фарбами «ДВІ СИНІ РУКИ», 2001 р. Частково абстрактна робота із серії  "культура і тварини" у формі деформованих об'єктів  «МУЗИКА ТУФЕЛЬ ЧЕРВОНИЙ», 2003 р. Серія творів із зображенням різних положень і знаків рук, виконана олійними фарбами, «ПЕРЕМОГА ЖОВТИЙ», 2005 р. Серія абстрактних зображень про тварин, виконаних олійними фарбами в манері живопису колірного поля «ЧОМГІ», 2006 р.
Більш нові роботи, «РЕВОЛЮЦІЯ», 2011 р., «ЧЕ ГЕВАРА», оброблені і оснащені залізними цвяхами, а також скульптура / інсталяція «ЧОЛОВІК НА ВИСОКИХ ПІДБОРАХ», 2012 р., «БАРАК ОБАМА», «ПОЛІЕСТЕР», легка інсталяція і різні матеріали. Подальші реалістичні і абстрактні роботи виконувалися олійними фарбами в період з 2010 по 2015 рр.

## Виставки

### Ексклюзивні виставки
- 2012 Вежі Трампа, Стамбул, Туреччина
- 2012 Готель Захер, Відень, Австрія
- 2012 Шведська художня галерея м Мальме, Швеція
- 2013 Галерея Д. Бонера, Манхайм, Німеччина 2012 Музей молодого мистецтва (MOYA), Відень, Австрія
- 2015 Галерея «Інна Дедерер та друзі», Цюрих, Швейцарія
- 2015 Музей мистецтв м Клуж-Напока, Клаузенбург, Румунія

### Групові виставки
- 2012 Ярмарок «BERLINER LISTE», Берлін, Німеччина
- 2012 Галерея «Suisse-Arte», Базель, Швейцарія
- 2012 Виставка мистецтв «Art & Living», Роттердам, Голландія
- 2013 Галерея мистецтв «Ward Nasse», Нью-Йорк, США
- 2013 Музей Південної Невади, Лас Вегас, США (весна 2013)
- 2013 Центр «Carrousel Musee de Louvre», Париж, Франція
- 2013 Музей Південної Невади, Лас Вегас, США (осінь 2013)
- 2014 Салон мистецтв «Art Monaco», Монте-Карло, Монако
- 2014 Ярмарок «ST. ART », Страсбург, Франція
- 2015 Музей «Austria Museum of Folk Live and Art», Відень, Австрія
- 2015 Музей «Castello Estense», Феррара, Італія

## Публікації
Альберт Вербер (2011): «Між реальністю і абстракцією» - Видавництво «Neuer Kunstverlag AG», Штутгарт, Німеччина, вступне слово професора, Доктора Петера Хайткемпера, Німеччина і Ферена, Цайнер М.А., Німеччина - Міжнародний стандартний книжковий номер 978- 3-938023-68-6

## Призи
Дух мистецтва - Відень 2015 Міжнародна сучасна виставка мистецтва 25-28 червня 2015 р. при Музеї «Austria Museum of Folk Live and Art» - Відень 24 художника з Австрії, Об'єднаних арабських еміратів, Бельгії, Німеччини, Франції, Мексики, Іспанії, Швеції, Ізраїлю, Аргентини, Словацької Республіки та Швейцарії представляють більше 60 творів мистецтв. 1 місце присуджено Альберту Верберу експертним журі / куратором.

## Вебпосилання
- - Www.modern-art-x.ch
- - Www.albert-weber.ch
- - Www.galerie-boehner.de
- - Www.swissart.ch
- - Www.webkunstgalerie.de
- - Www.artou.de
- - Www.inter-art.ch
- - Www.kunstportal.ch
- - Www.artoffer.com
- - Www.suisse-arte.ch
- - Www.xarto.com
- - Www.artslant.com
- - Www.gallery-inadederer.com